# Hebe macrocarpa
Hebe macrocarpa là một loài thực vật có hoa trong họ Mã đề. Loài này được (Vahl) Cockayne & Allan mô tả khoa học đầu tiên năm 1927.